# De Celestijnse Belofte (boek)
De Celestijnse Belofte is een roman van James Redfield uit 1993, oorspronkelijk getiteld The Celestine Prophecy. In korte tijd werd het boek wereldwijd zeer geliefd bij liefhebbers van new age, esoterie en spiritualiteit.
Tussen 1993 en 1995 stond het onafgebroken in de Nederlandse boekentop 10. Tot mei 2005 zijn 20 miljoen exemplaren verkocht en is het in 34 talen uitgebracht. In 2006 kwam ook de gelijknamige film uit, gebaseerd op het boek.
Redfield publiceerde drie vervolgboeken: The Tenth Insight: Holding the Vision (1998), The Secret of Shambhala: In Search of the Eleventh Insight (1999) en The Twelfth Insight: The Hour of Decision (2011). Deze drie boeken zijn eveneens naar het Nederlands vertaald. Het tiende inzicht: de visie vasthouden, Het geheim van Shambhala: de zoektocht naar het elfde inzicht en Het twaalfde inzicht: het uur van de waarheid.

## Ideeën
Het boek bespreekt verschillende spirituele ideeën, die voornamelijk te omschrijven zijn als new age-thema's. Veel ideeën passeren de revue, zoals het leren van vegetarisme en levensevenwicht. De ideeën vallen samen met een fictief verhaal, waarin de hoofdpersonen een reis maken om inzicht te krijgen in de negen manuscripten in de Celestijnse Vallei in Peru.

### De negen inzichten
1. Word je bewust van het toeval/de omstandigheden in iemands leven of bestaan.
2. Ervaar een hoog begrip voor de wereldgeschiedenis en menselijke ontwikkeling.
3. Word je er bewust van dat alle levende wezens een enorm energieveld bezitten (aura).
4. Word je er bewust van dat sommige mensen andere mensen hun energie afnemen, waarmee een conflict gecreëerd kan worden.
5. Realiseer je dat controle en dominantie jou en anderen niet helpt.
6. Word je er bewust van dat je een droom hebt en een bestemming om te vervullen.
7. Word je er bewust van dat vele van je gedachten en acties begeleid worden.
8. Realiseer je dat sommige mensen het antwoord hebben dat je zoekt.
9. Het kunnen begrijpen dat de mensheid op reis is naar het kunnen leven in harmonie met elkaar en de natuur, en dat de wereld zich ontwikkelt over 1000 jaar tot een paradijs.

Het verhaal speelt zich af in de Celestijnse Vallei, daar waar de ruïnes staan van de Maya's; die zouden rond 1600 de Inca's daar hebben verdreven met achterlating van de manuscriptrollen over de inzichten. Volgens Redfield zouden de Inca's alle inzichten beheersen, waardoor ze het paradijs zagen.
James Redfield zou geïnspireerd zijn door het boek Games people play uit 1964 van Dr Eric Berne om dit boek te schrijven. Redfield verkocht zijn belofte vanuit de kofferbak van zijn Honda, voordat hij ze verkocht aan Warner Brothers om ze grootschalig uit te geven.